# Tlaltecuhtli

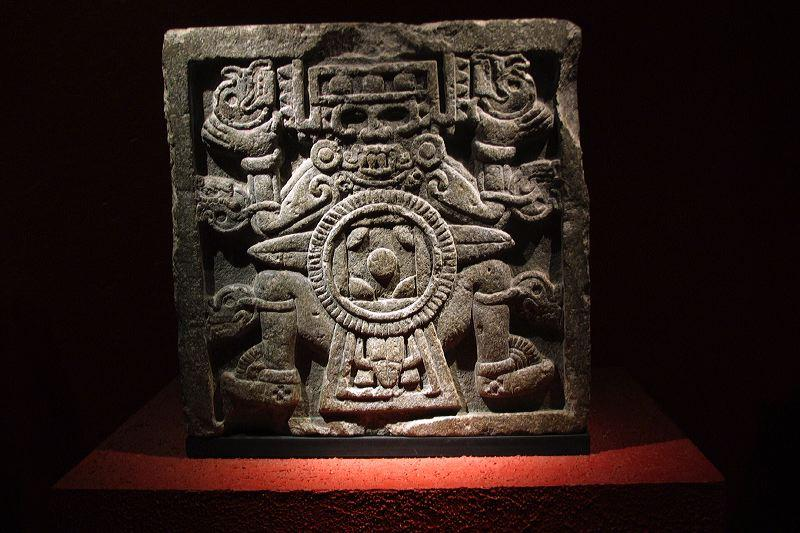
Tlaltecuhtli

Tlaltecuhtli (Nahuatl: Herr/Herrin des Erdreichs, auch Tlaltecutli) war eine mittelamerikanische Götterfigur, welcher sowohl in der aztekischen Mythologie als auch in den Glaubenssystemen anderer Nahuatl-sprechender Völker Mittelamerikas eine Bedeutung zukam.

## Aussehen und Zuordnungen
Tlaltecuhtli wird sowohl als weibliches als auch männliches Wesen beschrieben. Es besaß sowohl Attribute einer Kröte als auch eines Alligators. Darstellungen der Gottheit fanden sich vor allem in der postklassischen Periode der mittelamerikanischen Geschichte. Tlaltecuhtli ist auch aus postkolumbianischen Manuskripten bekannt. Zuweilen ist die Gottheit dabei mit Cihuacoatl, Tonantzin und Tonatiuh assoziiert. Im Tonalamatl des Codex Borbonicus wird Tlaltecuhtli die zweite Tagesstunde unterstellt. Wesentliche Parallelen zeigen sich außerdem zur Schöpfungsmythologie der Maya, so wie sie in der Relación de las cosas de Yucatán von Diego de Landas wiedergegeben wird.

## Aztekischer Schöpfungsmythos
In der aztekischen Mythologie gab es verschiedene Schöpfungsmythen, die parallel zueinander tradiert wurden. Eine davon wird in der Histoyre du Mechique beschrieben. Ihr gemäß kamen Quetzalcoatl und Tezcatlipoca zu Beginn der Welt vom Himmel, um Tlaltecuhtli zu begutachten. Da Tlaltecuhtli jedoch ein so grässliches Monster war und derart gefräßig, dass sie nicht nur im Gesicht, sondern auch noch an den Knien und Ellbögen Rachen besaß, dachten sich die beiden Götter, dass mit so einem Monster im Ozean keine gelungene Schöpfung zu machen sei. Um das Monster aus dem Weg zu räumen, verwandelten sich beide in Riesenschlangen. Dann zerrissen sie Tlaltecuhtli in zwei Teile, sodass sich aus der einen Hälfte die Erde bildete und aus der anderen der Himmel. Um Tlaltecuhtli für ihre Verstümmelung zu entschädigen, verfügten die Götter, dass ihr Leib allen Nahrungspflanzen der Menschen als Grundlage dient. Und damit die Erde auch weiterhin Nahrung für die Menschen wachsen lässt, ruft sie zuweilen nachts und verlangt Menschenopfer.

## Neue Funde
Auf dem Zócalo-Platz im Zentrum von Mexikostadt wurde 2006 neben den Ruinen der heiligen Azteken-Pyramide Templo Mayor in einem zweieinhalb Meter tiefen Schacht ein zwölf Tonnen schwerer, rechteckiger Monolith aus blassrosa Andesit entdeckt, auf dem ebenfalls Tlaltecuhtli abgebildet war. Auf diesem Reliefstein ist Tlaltecuhtli eine Erdgöttin und ist hockend dargestellt, wobei sie dabei ein Kind zur Welt bringt und gleichzeitig das Blut ihrer Nachgeburt trinkt. Der Mund der monströsen aztekischen Erdgöttin steht dabei weit offen, um die Toten aufzunehmen.
Damit symbolisiert der Fund deutlich den Grundsatz der aztekischen Mythologie: Die Vorstellung von einem Dualismus sich ergänzender Gegensätze als Ursprung der Schöpfung.
Ausgehend von diesem Fund und weiteren (insbesondere Opfergaben) hofft das Archäologenteam unter der Leitung von Leonardo López Luján, auch das Grab des aztekischen Herrschers Auítzotl zu finden. Den Hinweis dafür gibt die Statue selbst: Bei der Entdeckung der Erdgöttin Tlaltecuhtli bemerkte López Luján, dass die Götterfigur ein Kaninchen im rechten Klauenfuß hielt. Darüber waren zehn Punkte zu sehen. In der Azteken-Schrift steht „10 Kaninchen“ für das Jahr 1502. Die aus jener Periode überlieferten Codices belegen, dass Auítzotl („Ah-ui-tzohtl“ ausgesprochen), der meistgefürchtete Herrscher des Reichs, in jenem Jahr feierlich bestattet wurde.